# ريج كير
ريج كير هو لاعب هوكي الجليد كندي، ولد في 16 أكتوبر 1957 في Oxbow, Saskatchewan ‏ في كندا.

## وصلات خارجية
- ريج كير على موقع دوري الهوكي الوطني (الإنجليزية)
- ريج كير على موقع قاعة مشاهير الهوكي (لاعب أن.إتش.أل) (الإنجليزية)
- ريج كير على موقع EliteProspects.com (الإنجليزية)
- ريج كير على موقع HockeyDB.com (الإنجليزية)
- ريج كير على موقع Hockey-Reference.com (الإنجليزية)